# St. Jacobi (Neuenkirchen)

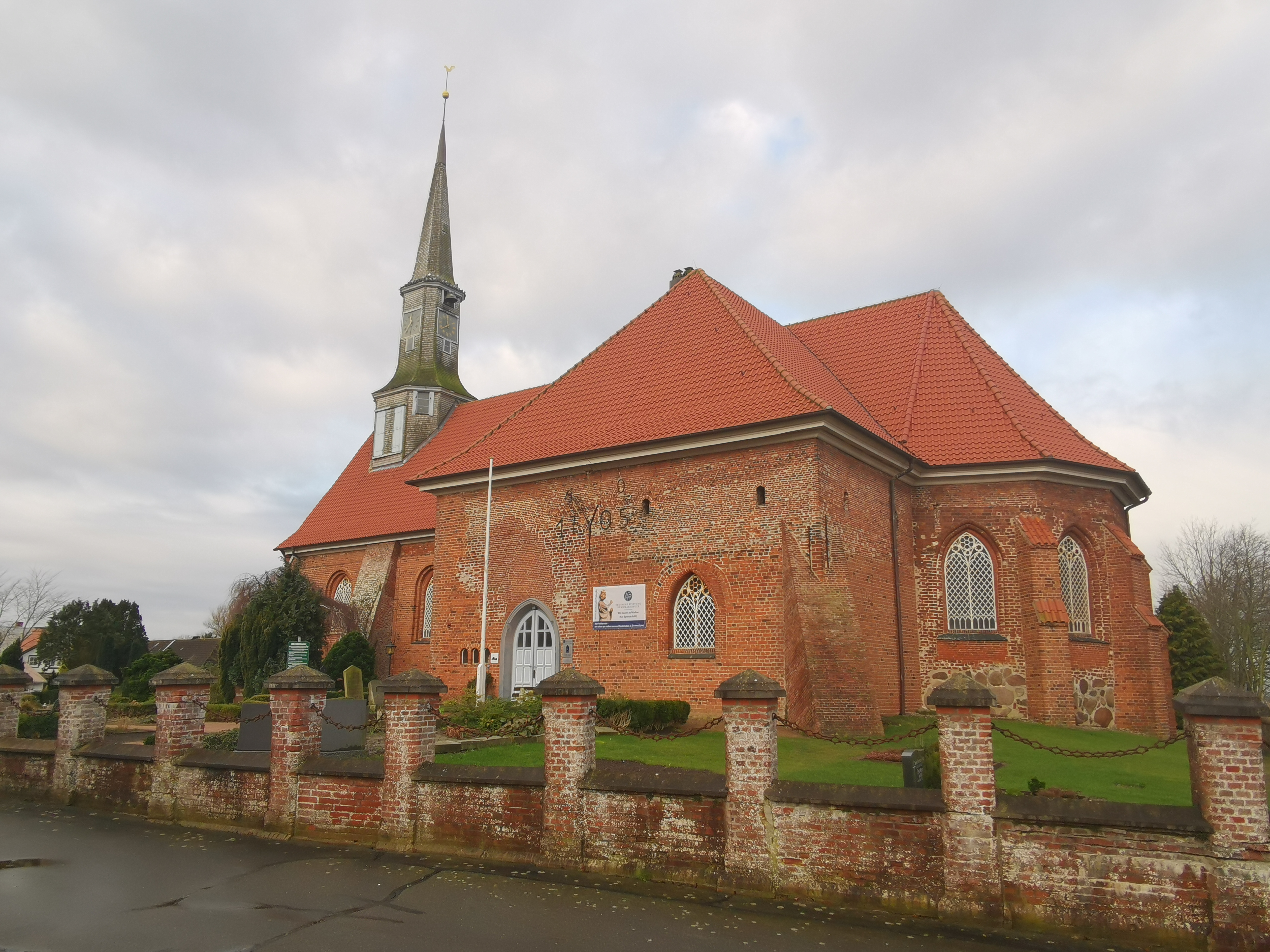
St. Jacobi (Neuenkirchen)

Die Kirche St. Jacobi ist ein geschütztes Kulturdenkmal mit der Objekt-ID 3438 im Denkmalschutzgesetz in Neuenkirchen, einer Gemeinde im Kreis Dithmarschen in Schleswig-Holstein. Die Kirchengemeinde gehört zum Kirchenkreis Dithmarschen der Evangelisch-Lutherischen Kirche in Norddeutschland.

## Beschreibung
Die gotische Saalkirche wurde nach zwei Bränden 1705 und 1729 durch Johann Georg Schott 1730 durchgreifend erneuert und umgestaltet. Sie besteht aus einem Langhaus aus dem 14. Jahrhundert mit nachträglich angebauten Strebepfeilern und einem gleich breiten Chor mit Fünfachtelschluss im Osten, dessen Wände ebenfalls von Strebepfeilern gestützt werden. In einem Anbau im Süden befinden sich hinter dem Portal die Sakristei, die mit einem Kreuzrippengewölbe überspannt ist, und das Vestibül. Dem Satteldach des Langhauses setzte Schott 1730 im Westen ein achteckigen Dachturm auf, der mit einem spitzen, zweistufigen Helm bedeckt ist, in dem sich die Turmuhr befindet.
Die 1730–35 entstandene Kirchenausstattung ist einheitlich barock.